# Valkeakoski kanal
Valkeakoski kanal (fi. Valkeakosken kanava är en 495 meter lång kanal i centrum av Valkeakoski stad i Birkaland. Den förbinder sjöarna Mallasvesi och Vanajavesi. Kanalen har en sluss och en höjdskillnad på 4,50–4,70 meter. Kanalen är byggd 1866–1868.